# فساد الشرطة

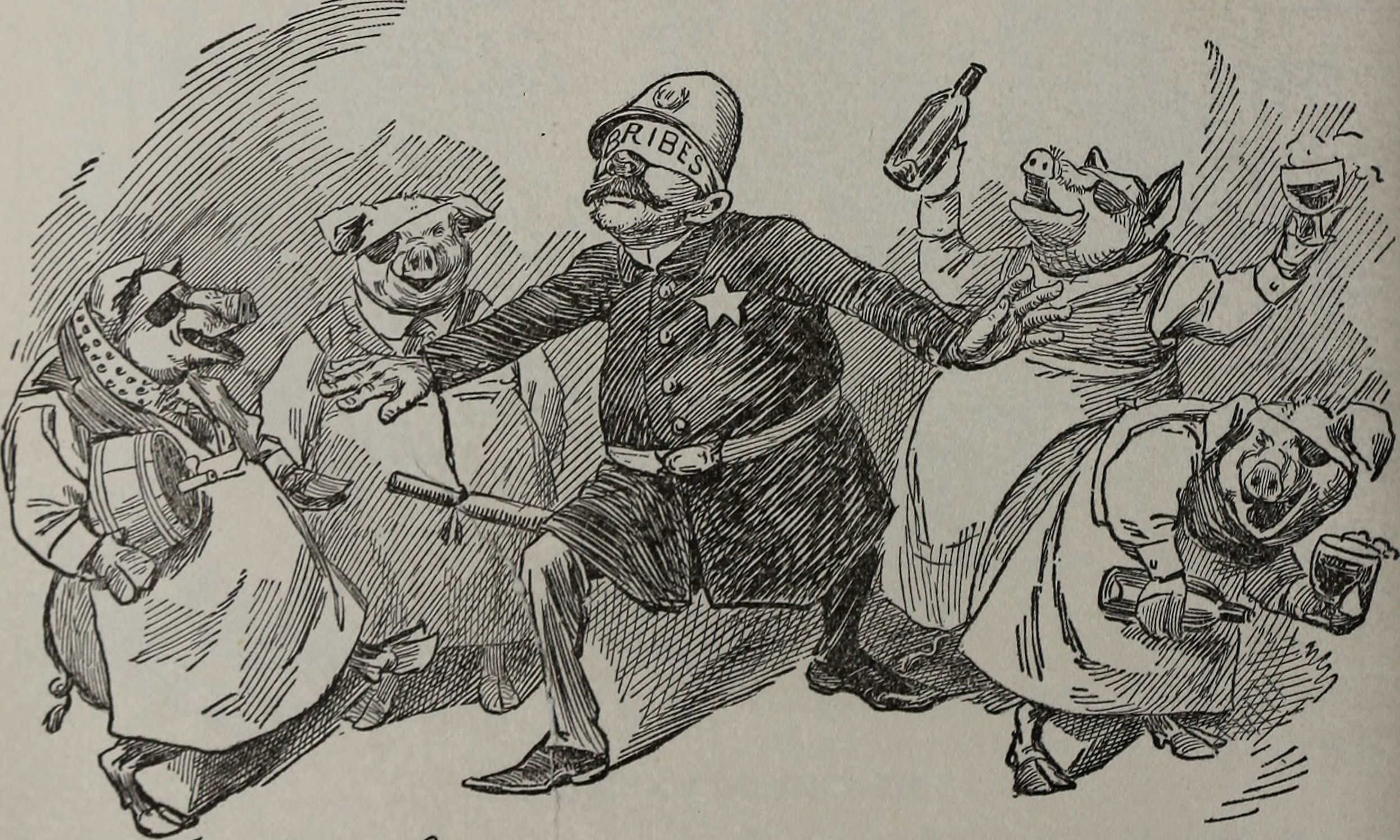
رسم كاريكاتوري من عام 1902 يوضح رجل شرطة تغطي عينيه كلمة رشاوي.

فساد الشرطة هو شكل من إساءة التصرف من قبل الشرطة، وينتهي الأمر بخرق ضباط حفظ النظام لعقدهم الاجتماعي وإساءة استخدام سلطتهم من أجل تحقيق مكاسب شخصية. قد يشتمل هذا الشكل من الفساد على ضابط واحد أو مجموعة من الضباط. يشكل فساد الشرطة الداخلي تحديًا لثقة العامة ولتماسك السياسات الوظيفية ولحقوق الانسان والانتهاكات القانونية التي تشتمل على عواقب وخيمة. يمكن لفساد الشرطة أن يتخذ أشكالًا عديدة كالرشوة.

## أشكاله
عرض الجنس مقابل المال أو قبول الرشوة مقابل عدم الإبلاغ عن حلقات منظمة للدعارة أو للمخدرات ونشاطات أخرى غير قانونية وانتهاكات للقانون أو لمراسيم المدن والأرياف وقوانين الولايات والقوانين الفيدرالية.
قد تشمل الرشاوى أيضًا استئجار وصول غير شرعي لقواعد بيانات وأنظمة الخاصة بحفظ النظام.
المخالفة العلنية للقواعد السلوكية للشرطة بهدف ضمان إدانات المدنيين والمشتبه بهم، من خلال استخدام دليل مزيف على سبيل المثال. هناك أيضًا حالات قد يشارك فيها ضباط حفظ النظام بأنفسهم عن عمد وبشكل ممنهج في الجريمة المنظمة.
التطبيق الانتقائي
في معظم المدن الكبرى هناك أقسام للقضايا الداخلية للتحقيق في سوء تصرف أو فساد مشبوه من قبل الشرطة، بما في ذلك التطبيق الانتقائي، إلا أنه ثمة حالات يخفي فيها أيضًا قسم القضايا الداخلية فسادًا وظيفيًا وفرديًا واحتيالًا وإساءة استخدام للسلطة وهدرًا من قبل ضباط بمفردهم أو مجموعة ضباط أو حتى سياسات وظيفية غير مكتوبة. هناك أيضًا تورط للجان في الشرطة في أعمال تستر مشابهة، وعادة ما يكون ذلك من أجل إخفاء مشكلات داخلية ووظيفية عن كل من الرأي العام وأيضًا عن مراجعات وتحقيقات ضمن الأقسام. قد يُطرد بعض الضباط ويعاد تعيينهم عبر التماسات تنال عددًا كافيًا من التواقيع، عادة ما تكون من المجرمين أو مرتكبي الانتهاكات ذاتهم الذين كانوا قد أسدوا خدمة في السابق للضباط الفاسدين مقابل «غض الطرف» من قبل الضباط، وهو ما يسفر عن تعزيز التطبيق الانتقائي للإجراءات ضد الانتهاكات، لا ردعه.
وتشمل كيانات أخرى اللجنة المستقلة لشكاوى الشرطة البريطانية. يعد فساد الشرطة مشكلة كبيرة واسعة الانتشار في العديد من الأقسام والهيئات في كافة أنحاء العالم.
من غير الممكن تحديد درجة الفساد في بلد من البلدان. ويمكن استخدام الدراسات الاستقصائية لضباط الشرطة والمواطنين والأعمال التجارية في تقديم تقديرات حول مستويات الفساد. عادة ما تكون هذه الدراسات غير دقيقة، إذ يتردد المتورطون في أعمال فساد ممن شملتهم الدراسات في تقديم أي معلومات عن تورطهم في نشاطات إجرامية. على الرغم من نقاط الضعف هذه، يمكن استخدام المعلومات المجموعة من استطلاعات الرأي الدولية لضحايا الجرائم والدراسات التي يجريها مقياس إحصاء الفساد العالمي لتقدير مستوى فساد الشرطة.

## أعمال فساد
تسنح فرص عديدة لضباط الشرطة لتحقيق مكاسب شخصية من مكانتهم وسلطتهم بصفتهم ضباط حفظ نظام. قسمت لجنة ناب، التي أجرت تحقيقات حول فساد قسم شرطة نيويورك في مطلع السبعينيات من القرن العشرين، الضباط الفاسدين إلى قسمين: آكلي اللحوم، الذي «كانوا يسيئون استخدام سطلتهم بشكل عدائي من أجل تحقيق مكاسب شخصية»، وآكلي العشب، الذين «كانوا ببساطة يقبلون بالمكاسب التي كان يضعها في طريقهم صدفةً عملهم في الشرطة».
هناك العديد من التصنيفات لفساد الشرطة التي أكدت من قبل الأكاديميين. إلا أنه يمكن تصنيف أعمال الفساد الشائعة التي يرتكبها ضباط الشرطة وفق التالي:
- فساد السلطة: يعطي ضباط الشرطة صورة عن الفساد حين يتلقون مشروبات ومأكولات مجانية، وإكراميات أخرى لكونهم ضباط شرطة سواء كان ذلك عن عمد أو دون عمد.[5][6][7][8]
- الابتزاز\الرشوة: طلب أو تلقي النقود مقابل جنح جنائية بهدف التغاضي عن جريمة أو جريمة مستقبلية محتملة. أنواع الرشوة هي بمثابة حماية لارتكاب أنشطة غير قانونية وإلغاء ضبوط محضر سير وتغيير شهادتهم في المحكمة والتخلص من الأدلة وبيع معلومات إجرامية. الرشوة واحدة من أكثر أشكال الفساد شيوعًا.
- السرقة والسطو: حين يسرق ضابط شرطة أو قسم شرطة من أحد المشتبه بهم أو الضحايا أو الجثث. ومن بين الأمثلة أخذ عقاقير مخدرة للاستخدام الشخصي في مداهمة متعلقة بالمخدرات وأخذ أشياء شخصية من جثة من مسرح الجريمة. ويمكن أن تحدث السرقة أيضًا ضمن قسم. يمكن لضابط أن يسرق ملكية من غرفة أدلة القسم أو غرفة للاستخدام الشخصي.
- الابتزاز: حين يكون ضابط الشرطة مدركًا لوقوع جريمة ولمرتكبها إلا أنه يقبل رشوة مقابل عدم اعتقال المرتكب (روبك آند باركر 1973)
- «التسويات»: تقويض المقاضاة الجنائية عن طريق إخفاء الأدلة أو التقاعس عن حضور جلسات الاستماع القضائية، مقابل رشوة أو كإسداء معروف شخصي.
- شهادة زور: الكذب لحماية ضباط آخرين أو حماية ضابط لنفسه في محكمة قانون أو قسم التحقيقات.
- نيل عوائد داخلية: بيع أو شراء امتيازات وشروط مسبقة لمنظمات حفظ النظام، كالمناوبات وأيام العطل.
- التلاعب: خلق الأدلة أو الإضافة عليها، ولا سيما في حالات المخدرات.
- تسويات المحاضر: إلغاء ضباط الشرطة لضبط محضر سير كمعروف لأصدقاء ضباط شرطة آخرين وأفراد أسرهم.

## السلوك
يمكن أن يتسبب تغير سلوك ضابط الشرطة بسلوك فاسد ضمن الثقافة الفرعية للقسم. والثقافة الفرعية هي تشارك مجموعة من الأفراد ضمن فرع للمواقف والقناعات ذاتها. ويتشارك ضباط الشرطة ضمن القسم الأعراف ذاتها، ويمكن أن تعزى التطورات السلوكية الجديدة إلى ثلاثة نماذج، سايكولوجية وسوسيولوجية وأنتروبولوجية.
- النموذج النفسي: يشير النموذج النفسي إلى أن السلوك يرتكز على المراحل الأولى من حياة الفرد وينبني عليها. ومن تستهويهم مهنة الشرطة يميلون إلى أن يكونوا «متسلطين» بصورة أكبر. تتسم الشخصية التسلطية بسلوكيات قاسية ومتشككة وعدائية ومحافظة. قد يشتمل الفساد على ربح أو شكل آخر من المنافع المادية تُجنى بصورة غير قانونية كنتيجة لسلطة الضابط. يمكن أن يكون الفساد النفسي جزءًا من ثقافة القسم أو أن يكون ناجمًا عن الفرد نفسه فقط. [10]
- النموذج السوسيولوجي: يركز النموذج السوسيولوجي على أن إعداد الفرد في أكاديمية تدريب الشرطة ونيله التدريب أثناء الخدمة وخبرته الميدانية يشكل طبعه المهني. يطور المعينون الجدد تعريفات إما إيجابية أو سلبية مع زملائهم. ومن ثم تتعزز هذه التعريفات، بصورة إيجابية أو سلبية، من خلال المكافآت أو العقوبات (تكون إما حقيقية أو مفترضة) وفقًا لسلوكهم. على سبيل المثال، قد يعطي معيّن جديد أمرًا من قبل زميل له باعتقال فرد في مقعد الراكب الأمامي بتهمة القيادة تحت تأثير الكحول. يمكن أن ينتهي هذا الفعل بصورة سلبية أو إيجابية للضابط بحسب رؤية المحكمة للمسألة لاحقًا. [11]
- النموذج الأنثروبولوجي: حين يتغير الطبع الاجتماعي للفرد عندما يصبح ضابط جزءًا من الثقافة المهنية. يستخدم مصطلح الثقافة عادة لوصف الفروقات بين مجموعات اجتماعية يتشاركون ضمنها قناعات وأخلاقيات وأساليب حياة وصفات مميزة أخرى تفرقهم عن مجموعات أخرى. ضمن ثقافة الشرطة، يتعلم الضباط أن يكونوا متشككين من العامة. ويمكن أن تكون ثقافة الشرطة عنصرية تمامًا أيضًا، وأن تتخللها افتراضات حول الميول الإجرامية لجماعات أقلوية معينة، كالأمريكيين الأفارقة أو كفاءة ضباط زملاء من خلفيات أقلوية، الأمر الذي يدفع الضباط إلى القيام بخيارات فاسدة مقابل مكاسب أو فوائد شخصية. [12]

## معدل الانتشار
من الصعب أن تتوافر معلومات دقيقة حول معدل انتشار فساد الشرطة، بالنظر إلى أن معظم ممارسات الشرطة تحدث سرًا وليس لدى منظمات الشرطة سوى القليل من الدوافع لنشر معلومات حول الفساد. حاجج باحثو وضباط الشرطة على حد سواء أن الفساد واسع النطاق الذي يشتمل على فساد الشرطة لا يقع في بعض البلدان فحسب، بل يمكن حتى أن يصبح ممأسسًا. أشارت دراسة حول الفساد في قسم شرطة لوس أنجلوس (تركزت الدراسة بشكل رئيسي على فضيحة رامبارت) إلى أن أشكالًا معينة من فساد الشرطة قد يكون القاعدة في حفظ النظام في أمريكا أكثر من كونه الاستثناء. في المملكة المتحدة، توصل تحقيق داخلي، عملية تيبيريوس، أجري في عام 2002 على أكبر قوة شرطة، الشرطة الميتروبوليتانية، إلى أن الفساد كان شديدًا ضمن القوة إلى درجة أن «المجرمين المنظمين كانوا قادرين على التغلغل في سكوتلاند يارد «حين يرغبون بذلك» من خلال تقديم الرشاوى للضباط الفاسدين ... وأن القوة الأكبر في بريطانيا كانت تشهد ’تفشيًا للفساد’ في تلك الفترة». 
حيثما يتواجد الفساد، يمكن لجدار الصمت الأزرق المنتشر بين الشرطة على نطاق واسع أن يمنع فضح أعمال الفساد تلك. وعادة ما يفشل الضباط في هذه المؤسسات في التبليغ عن سلوك فاسد أو يشهدون زورًا لمحققين خارجيين للتغطية على ممارسات إجرامية ارتكبت من قبل زملائهم الضباط. تبين قضية فرانك سيربيكو الشهيرة، وهو ضابط شرطة تحدث علنًا عن الفساد المتفشي في قسم شرطة نيويورك سيتي على الرغم من العدائية الكبيرة من قبل أعضاء آخرين، مدى القوة التي يمكن أن يتمتع بها جدار الصمت الأزرق.